# Stenygra seabrai
Stenygra seabrai là một loài bọ cánh cứng trong họ Cerambycidae.